# Vüqar Əsədli
Vüqar Əfqan oğlu Əsədli (beim Weltschachbund FIDE Vugar Asadli; * 9. Oktober 2001 in Baku) ist ein aserbaidschanischer Schachspieler und der 24. Schachgroßmeister des Landes.

## Leben
Vüqar Əsədli studierte von 2018 bis 2022 an der Azerbaijan State Academy of Physical Training and Sport.

## Erfolge
Vereinsschach spielt er in der Türkei für Genç Akademisyenler Eğitim Kültür ve Ara. Mit dem Verein nahm er am European Club Cup 2017 in Antalya teil.
Er nahm am Schach-Weltpokal 2023 in Baku teil. Dort besiegte er in der ersten Runde Lê Tuấn Minh mit 2,5 zu 1,5 und schied in der zweiten Runde gegen Jan Nepomnjaschtschi mit 0,5 zu 1,5 aus.
Der Titel Internationaler Meister wurde für Vüqar Əsədli im Oktober 2016 beantragt und im Juni 2017 verliehen. Die notwendigen Normen hierfür hatte er beim Dubai Open im April 2016 erzielt und mit Übererfüllung bei der Schacholympiade 2016 in Baku im September des Jahres, bei der er für die 3. Mannschaft Aserbaidschans spielte. Großmeister ist er seit September 2019. Großmeisternormen hatte er beim Nakchivan Open im Mai 2017 erzielt, sowie beim Club Cup im Oktober 2017, beim Summit Cup der Khazar University im Mai 2019, das in Xırdalan ausgetragen wurde, und in der türkischen 1. Liga in Konya im Juli 2019.
Mit seiner höchsten Elo-Zahl von 2586 im Februar 2023 lag er auf dem neunten Platz der aserbaidschanischen Elo-Rangliste.